# ТЕЦ Gulf NLL
12°49′32″ пн. ш. 101°14′56″ сх. д. / 12.82556° пн. ш. 101.24889° сх. д.
ТЕЦ Gulf NLL — теплоелектроцентраль, яка споруджена у тайській провінції Районг (на південний схід від столиці країни Бангкоку).
У 2013 році на майданчику станції став до ладу парогазовий блок комбінованого циклу номінальною потужністю 123 МВт, в якому дві газові турбіни потужністю живлять через відповідну кількість котлів-утилізаторів одну парову турбіну.
Особливістю теплоелектроцентралі Gulf NLL є те, що вона постачає підприємствам індустріальної зони мало пари — лише 8 тонн на годину, зате продукує значні обсяги охолодженої води (яку продукують охолоджувачі, що працюють на парі).
Як паливо станція використовує природний газ (її майданчик знаходиться неподалік від газопереробного заводу Районг, та газотранспортного коридору Районг — Бангпаконг).
Видача продукції відбувається по ЛЕП, що працює під напругою 115 кВ.
Проект реалізували через Gulf JP NLL Company Limited (GNLL), власниками якої із частками 74,99 % та 25,01 % є Gulf JP Company Limited (GJP) та WHA Utilities and Power PCL (WHAUP). При цьому GJP належить Gulf Energy Development Public Company (найбільший тайський приватний інвестор в електроенергетику) та японській Electric Power Development (також відома як J-POWER), що мають частки 40 % та 60 % відповідно, тоді як WHAUP є частиною WHA Group, що, зокрема, займається розвитком кількох тайських індустріальних парків.
Можливо також відзначити, що поруч з ТЕЦ Gulf NLL знаходиться майданчик ТЕЦ Gulf NLL 2, яку спорудила та ж Gulf Energy Development, але в партнерстві з іншою японською компанією.